# Diéguy Bathily
Diéguy Bathily (25 de febrero de 1977) es un deportista senegalés que compitió en judo. Ganó dos medallas en los Juegos Panafricanos de 2007, y una medalla en el Campeonato Africano de Judo de 2008.

## Palmarés internacional
| Juegos Panafricanos | Juegos Panafricanos | Juegos Panafricanos | Juegos Panafricanos |
| Año                 | Lugar               | Medalla             | Categoría           |
| ------------------- | ------------------- | ------------------- | ------------------- |
| 2007                | Argel (Argelia)     | Medalla de plata    | Abierta             |
| 2007                | Argel (Argelia)     | Medalla de bronce   | +100 kg             |
| Campeonato Africano |                     |                     |                     |
| Año                 | Lugar               | Medalla             | Categoría           |
| 2008                | Agadir (Marruecos)  | Medalla de bronce   | +100 kg             |